# Roque Santa Cruz
Roque Luis Santa Cruz Cantero est un footballeur paraguayen né le 16 août 1981 à Luque. Il évolue actuellement au Club Libertad, après une carrière riche de cinq championnats (Paraguay, Allemagne, Angleterre, Espagne et Mexique) et huit clubs différents.

## Carrière

### Bayern Munich
Repéré très tôt par le Bayern Munich à l'âge de 18 ans, il quitte le Paraguay et le club de sa ville natale pour rejoindre le continent européen en 1999. Le montant du transfert est évalué à 5 M€. 
Ses performances avec le géant allemand sont contrastées, Santa Cruz n'étant pas aussi prolifique que prévu et souffrant de la comparaison avec son compère d'attaque Giovane Élber. Il ne dépassera jamais la barre des dix buts par saison, n'en totalisant qu'une cinquantaine en sept saisons pour le club bavarois alors qu'il disputera plus de 200 matchs. De plus, il ne jouera pratiquement pas lors de la saison 2004-2005 à cause d'une grave blessure au genou.
Lors de son retour il deviendra même le troisième choix dans la hiérarchie, derrière le tandem d'attaque constitué du péruvien Claudio Pizarro et de l'intouchable Roy Makaay (plus de 200 buts à eux deux).
Son bilan décevant ainsi que des blessures récurrentes marqueront la fin de l'aventure munichoise. À l'approche de la saison 2007-2008, Santa Cruz doit laisser sa place aux nouvelles stars arrivées à l'intersaison : Luca Toni, Miroslav Klose et Franck Ribéry. De même que Makaay et Pizzaro, il se voit prié de chercher un nouveau club.
Il quittera le club allemand en ayant remporté cinq titres de champion d'Allemagne, quatre Coupe d'Allemagne, deux Coupe de la Ligue Allemande ainsi que la Ligue des Champions en 2001 et le titre Intercontinental la même année.

### Blackburn Rovers
Le paraguayen traverse la Manche pour arriver chez les Blackburn Rovers le 28 juillet 2007 pour 5 M€. 
Sa première saison en Premier League est une réussite avec 19 buts au compteur, il finit meilleur buteur du club avec 23 buts en 43 matchs toutes compétitions confondues, alors que son club termine à une surprenante 7e place devant des équipes comme Tottenham ou Manchester City.
À la fin de la saison, certaines grandes écuries anglaises, comme Manchester United, le sollicitent. 
Refusant les offres lui parvenant, il reste une seconde année à Blackburn. Malheureusement sa saison est gâchée par une nouvelle blessure au genou faisant qu'il ne disputera que 27 matchs pour 6 buts au total. 
Le club de la banlieue de Manchester échouant à une anonyme 15e place en championnat, et sera éliminé dans les autres compétitions dès les 8e de finale de la FA Cup, par Coventry un pensionnaire de 2e division, ainsi qu'une sèvere sortie en 1/4 de finale de League Cup, 5-3 face à Manchester United.

### Manchester City
Santa Cruz signe à l'été 2009 à Manchester City pour 21,2M€.
À la suite du rachat du club par le Cheick Mansour, il est l'une des têtes d'affiche du nouveau projet du club mancunien avec Robinho ou Carlos Tévez, entre autres, pour amener le club au sommet de l'élite anglaise et former l'une des meilleures équipes d'Europe. 
Cependant il ratera le premier mois de compétition des suites de sa blessure au genou et sera barré à son retour par la concurrence sans partage de Carlos Tévez, le condamnant à cirer le banc jusqu'à la fin de la saison et n'étant titularisé qu'à seulement quatre reprises pour trois petits buts en championnat.
Il ne prendra part qu'à un seul match du club lors de la première partie de la saison suivante, étant même écarté de la campagne d'Europa League, et sera donc prêté pour 6 mois en janvier 2011 à son ancien club des Blackburn Rovers avec lequel il ne disputera que dix matchs pour aucun but marqué.

### Betis Séville puis Málaga CF
Il est prêté le 30 août 2011 au Betis Séville et découvre un troisième championnat européen. Avec le club sévillan il dispute 33 matchs (9 titularisations) de Liga et inscrit sept buts. Le Betis finira la saison à la 13e place. 
Le 31 août 2012, il est prêté pour une saison au Málaga CF , club qui a fini 4e du dernier championnat.
Il prend part à l'épopée européenne du club andalou en Ligue des champions, participant à tous les matchs. 
Le 1er mars 2013, Santa Cruz sort du banc pour inscrire le deuxième but de son équipe contre le FC Porto en 8e de finale retour, qui permet à Málaga de se qualifier pour les quarts de finale où le club finira par s'incliner avec les honneurs face au Borussia Dortmund futur finaliste.
En championnat il inscrit 8 buts en 31 matchs, le club finissant à la 6e place et échouant à se qualifier de nouveau en C1 (le club sera sanctionné en cours de saison par l'UEFA pour violation des règles du fair-play financier). Il inscrira aussi un but en Copa del Rey, face au FC Barcelone, en 1/4 de finale retour de la compétition.
Le 11 juillet 2013, en fin de contrat avec Manchester City, il signe un contrat de trois ans avec Málaga CF.
Lors de la saison 2013-2014, il sera le fer de lance de l'attaque de la formation andalouse, disputant 31 matchs en Liga. Il inscrira 6 buts et délivrera 4 passes décisives au cours de cette saison qui verra Málaga finir à la 11e place du championnat.
La saison 2014-2015 marquera la fin de son aventure espagnole, puisque Santa Cruz sera transféré au mercato hivernal, le club étant en proie à de graves difficultés financières.

### Cruz Azul
Le 2 janvier 2015, Santa Cruz quitte le continent européen et rejoint le club mexicain du CD Cruz Azul pour un transfert estimé à 1,5M€. Il disputera la phase retour de la Liga MX, participant à dix matchs pour 4 buts inscrits. Le club finira à la 13e place du tournoi de clôture, assez loin des cadors du championnat comme Club América ou les Tigres UANL.
Il ne prendra pas part à la saison 2015-2016 du championnat mexicain son corps étant miné par les blessures, et retournera même le temps de quelques mois en prêt dans son ancien club du Málaga CF pour lequel il disputera 17 matchs pour 2 buts.

### Club Olimpia
Depuis le 1er juillet 2016, Santa Cruz est retourné au pays dans le club de ses débuts du Club Olimpia avec lequel il remporte le championnat paraguayen en 2018 et 2019, finissant meilleur buteur du championnat (phase aller et retour) en 2019 avec 26 buts.

## Caractéristiques
Roque Santa Cruz est un vrai no 9 à l'ancienne, il sait jouer des deux pieds, possède un très bon jeu de tête du haut de ses 1m93 et est doté d'un très bon placement ainsi que d'une excellente finition.

## Vie privée
Il a un frère plus âgé : Oscar Santa Cruz, décédé en 2005 d'un accident de voiture et deux frères plus jeunes Diego et Julio Santa Cruz. Il est en couple avec Giselle Estefania Tavarelli.
Le groupe allemand Sportfreunde Stiller lui a dédié une chanson « Ich Roque », dans laquelle ils jouent sur le jeu de mots entre le verbe « rocken » (qu'on pourrait traduire en français par « rocker ») et son prénom Roque. Santa Cruz participe même à la chanson dans laquelle il prononce les mots "Ich Roque", et il apparaît également dans le clip.

## International
Roque Santa Cruz fait ses débuts avec la sélection du Paraguay le 28 avril 1999 face au Mexique, à seulement 17 ans 08 mois et 12 jours.
Il participe à trois Coupe du monde avec les Guaraní. 
Il marque son premier (et seul) but en Coupe du Monde dès le premier match de poule contre l'Afrique du Sud en 2002 lors de l'édition en Corée du Sud, mais la sélection sera stoppé en 8e de finale par l'Allemagne (0-1), futur finaliste. 
4 ans plus tard, en 2006 en Allemagne, son équipe ne passe pas la phase de groupe : barré par l'Angleterre (0-1) et la Suède (0-1), le Paraguay termine 3e de son groupe devant le Trinité-et-Tobago (2-0). 
Enfin, il atteint les quarts de finale en 2010, où le Paraguay est éliminé par l'Espagne (0-1), futur vainqueur. Ça sera la meilleure performance de l'histoire de la sélection paraguayenne lors d'un Mondial.
Il participe également à quatre Copa América en 1999, 2007, 2011 et 2015. Il y inscrit son premier triplé en sélection nationale le 28 juin 2007, lors d'un match du groupe C opposant le Paraguay à la Colombie (score final : 5-0) et atteindra même la finale de la compétition en 2011, mais devra vivre la défaite des siens face au rival et voisin d'Uruguay depuis le banc.
Il comptabilise un total de 112 sélections (2e joueur le plus capé) et 32 buts (record) avec l'équipe du Paraguay.

## Statistiques

### En sélection nationale
| Saison                | Sélection             | Phases finales          | Phases finales | Phases finales | Phases finales | Éliminatoires CDM | Éliminatoires CDM | Éliminatoires CDM | Matchs amicaux | Matchs amicaux | Matchs amicaux | Total | Total | Total |
| Saison                | Sélection             | Compétition             | M              | B              | Pd             | M                 | B                 | Pd                | M              | B              | Pd             | M     | B     | Pd    |
| --------------------- | --------------------- | ----------------------- | -------------- | -------------- | -------------- | ----------------- | ----------------- | ----------------- | -------------- | -------------- | -------------- | ----- | ----- | ----- |
| 1998-1999             | Paraguay              | Copa América 1999       | 4              | 3              | 0              | -                 | -                 | -                 | 3              | 1              | 0              | 7     | 4     | 0     |
| 1999-2000             | Paraguay              | -                       | -              | -              | -              | 4                 | 0                 | 0                 | 2              | 0              | 0              | 6     | 0     | 0     |
| 2000-2001             | Paraguay              | Copa América 2001       | -              | -              | -              | 5                 | 2                 | 0                 | -              | -              | -              | 5     | 2     | 0     |
| 2001-2002             | Paraguay              | Coupe du monde 2002     | 4              | 1              | 1              | 3                 | 1                 | 0                 | 3              | 1              | 0              | 10    | 3     | 1     |
| 2002-2003             | Paraguay              | -                       | -              | -              | -              | -                 | -                 | -                 | 1              | 0              | 0              | 1     | 0     | 0     |
| 2003-2004             | Paraguay              | Copa América 2004       | -              | -              | -              | 7                 | 1                 | 2                 | -              | -              | -              | 7     | 1     | 2     |
| 2004-2005             | Paraguay              | -                       | -              | -              | -              | 3                 | 2                 | 0                 | 1              | 0              | 0              | 4     | 2     | 0     |
| 2005-2006             | Paraguay              | Coupe du monde 2006     | 3              | 0              | 1              | 2                 | 1                 | 0                 | -              | -              | -              | 5     | 1     | 1     |
| 2006-2007             | Paraguay              | Copa América 2007       | 4              | 3              | 0              | -                 | -                 | -                 | 5              | 1              | 0              | 9     | 4     | 0     |
| 2007-2008             | Paraguay              | -                       | -              | -              | -              | 4                 | 3                 | 1                 | 3              | 0              | 0              | 7     | 3     | 1     |
| 2008-2009             | Paraguay              | -                       | -              | -              | -              | 1                 | 0                 | 1                 | 2              | 0              | 0              | 3     | 0     | 1     |
| 2009-2010             | Paraguay              | Coupe du monde 2010     | 5              | 0              | 0              | -                 | -                 | -                 | 6              | 1              | 0              | 11    | 1     | 0     |
| 2010-2011             | Paraguay              | Copa América 2011       | 4              | 1              | 1              | -                 | -                 | -                 | 8              | 3              | 3              | 12    | 4     | 4     |
| 2011-2012             | Paraguay              | -                       | -              | -              | -              | 2                 | 0                 | 0                 | -              | -              | -              | 2     | 0     | 0     |
| 2012-2013             | Paraguay              | -                       | -              | -              | -              | 2                 | 1                 | 0                 | 1              | 0              | 0              | 3     | 1     | 0     |
| 2013-2014             | Paraguay              | -                       | -              | -              | -              | 4                 | 2                 | 1                 | 3              | 1              | 1              | 7     | 3     | 2     |
| 2014-2015             | Paraguay              | Copa América 2015 4e    | 5              | 0              | 0              | -                 | -                 | -                 | 6              | 3              | 1              | 11    | 3     | 1     |
| 2015-2016             | Paraguay              | Copa América Centenario | -              | -              | -              | 1                 | 0                 | 0                 | -              | -              | -              | 1     | 0     | 0     |
| 2016-2017             | Paraguay              | -                       | -              | -              | -              | 1                 | 0                 | 0                 | -              | -              | -              | 1     | 0     | 0     |
| Total sur la carrière | Total sur la carrière | Total sur la carrière   | 29             | 8              | 3              | 39                | 13                | 5                 | 44             | 11             | 5              | 112   | 32    | 13    |

Et ses statistiques en clubs ?

## Palmarès

### En club
- Avec Club Olimpia :
  - Vainqueur du Tournoi Apertura en 2018, 2019
  - Vainqueur du Tournoi Clausura en 2018, 2019, 2020

- Avec le Bayern Munich :
  - Vainqueur de la Ligue des champions en 2001
  - Vainqueur de la Coupe intercontinentale en 2001
  - Vainqueur du Championnat d'Allemagne en 2000, 2001, 2003, 2005, 2006
  - Vainqueur de la Coupe de la Ligue allemande en 2000, 2004
  - Vainqueur de la Coupe d'Allemagne en 2000, 2003, 2005, 2006
  - Finaliste de la Supercoupe d'Europe en 2001

### En sélection
- Avec le Paraguay :
  - Finaliste de la Copa América en 2011

## Distinctions personnelles
- Joueur du mois du championnat d'Angleterre en décembre 2007.
- Meilleur buteur du Championnat du Paraguay 2019 (26 buts).
- Meilleur buteur de la sélection nationale du Paraguay (112 sélections - 32 buts).